# Victor van Strydonck de Burkel
Victor van Strydonck de Burkel (Anversa, 16 luglio 1876 – Etterbeek, 4 agosto 1961) è stato un generale belga.

## Biografia

### Prima Guerra Mondiale
Nel 1918, come ufficiale del 1 ° reggimento di guide, Victor van Strydonck comandò l'ultima carica di cavalleria nell'Europa occidentale, la carica di Burkel. Per il suo ruolo nella carica, van Strydonck fu nominato barone e gli fu dato il titolo di "de Burkel" nel 1937 dopo il luogo della battaglia.Un ufficiale di cavalleria, van Strydonck de Burkel comandò la scuola di cavalleria (1920-1923) e la 1ª divisione di cavalleria (1928-1933), servì come ispettore generale della gendarmeria belga (1933-1939) ed era il comandante Corpo di cavalleria (1933-1939) prima della seconda guerra mondiale. Nel 1938, Van Strydonck annunciò il suo ritiro dall'esercito, ma fu riattivato alla fine del 1939 quando scoppiò la guerra tra Gran Bretagna, Francia e Germania, sebbene il Belgio rimase neutrale.

### Seconda Guerra Mondiale
Nel settembre 1939, all'inizio della seconda guerra mondiale, era al comando della Prima Zona Militare belga e mantenne questo incarico fino alla sconfitta dell'armata belga nel maggio 1940 a seguito dell'invasione nazista. Riparò in Gran Bretagna e qui si mise a capo delle forze belghe libere. Rientrò in patria nel settembre 1944 dopo la liberazione, alla testa della missione militare belga presso la SHAF (Comando Supremo delle Forze Alleate in Europa).[2] Inizialmente, il morale tra le diverse centinaia di soldati era estremamente basso tra le truppe di Tenby e l'ubriachezza e l'insubordinazione rappresentavano un grave problema. [2] Van Strydonck fece pressioni sugli inglesi per migliorare le condizioni e, per tenere occupati i soldati, organizzò una grande parata durante la Giornata nazionale belga (21 luglio) 1941. Riuscì ad affiliare il contingente belga alla Guardia nazionale locale, cosa che migliorò il morale. [2]Con l'arrivo del governo belga in esilio e la creazione formale delle Forze libere belghe, divenne il comandante in capo e presiedette la graduale organizzazione della 1ª Brigata di fanteria belga, un'unità che in seguito combatté nella campagna nell'Europa nord-occidentale. Nel 1941 divenne ispettore generale delle forze di terra belghe in Gran Bretagna.Dopo che gli alleati rientrarono nell'Europa nord-occidentale nel 1944, van Strydonck de Burkel divenne il capo della missione militare belga presso il quartier generale supremo delle forze di spedizione alleate (SHAEF). [3]
Successivamente è diventato capo dell'Associazione belga degli Ex-Combattenti.